# Albertinesnårskvätta
Albertinesnårskvätta (Dessonornis archeri) är en fågel i familjen flugsnappare inom ordningen tättingar. Den förekommer i bergsskogar i Centralafrika. Arten minskar i antal, men beståndet anses vara livskraftigt.

## Utseende och läte
Albertinesnårskvättan är en rätt enfärgad snårskvätta i brunt och orange. På huvudet syns mörkt ansikte och vitt ögonbrynsstreck. Olikt Cossypha-snårskvättor är stjärten helorange. Arten liknar akalater i Sheppardia, men saknar grått på huvudet. Den liknar också vitbukig snårskvätta, men har orange buk, mycket tydligare vitt ögonbrynsstreck och helorange stjärt. Sången är udda och distinkt, en serie metalliska klingande ljusa toner.

## Utbredning och systematik
Albertinesnårskvätta delas in i två distinkta underarter med följande utbredning:
- archeri – östra Kongo-Kinshasa till Rwanda, Burundi och sydvästra Uganda
- kimbutui – berget Kabobo i sydöstra Kongo-Kinshasa

### Familjetillhörighet
Liksom alla snårskvättor men även fåglar som rödhake, näktergalar, stenskvättor, rödstjärtar och buskskvättor behandlades blåskuldrad snårskvätta tidigare som en trast (Turdidae), men genetiska studier visar att den tillhör familjen flugsnappare (Muscicapidae).

### Släktestillhörighet
Albertinesnårskvätta placerades tidigare i släktet Cossypha, men urskiljs till ett eget släkte tillsammans med kapsnårskvätta, vitstrupig snårskvätta och sotsnårskvätta efter genetiska studier.

## Levnadssätt
Albertinesnårskvättan hittas i undervegetation i bergsskogar, framför allt utmed rinnande vattendrag.

## Status och hot
Arten har ett stort utbredningsområde, men tros minska i antal, dock inte tillräckligt kraftigt för att den ska betraktas som hotad. Internationella naturvårdsunionen IUCN listar arten som livskraftig (LC).